# Tiora elongata
Tiora elongata är en fjärilsart som beskrevs av Adalbert Seitz 1909. Tiora elongata ingår i släktet Tiora och familjen juvelvingar. Inga underarter finns listade i Catalogue of Life.